# سی و دومین جایزه آکادمی فیلم ژاپن
سی و دومین جایزه آکادمی فیلم ژاپن (به انگلیسی: 32nd Japan Academy Film Prize) مراسمی بود که توسط انجمن جایزه آکادمی ژاپن برگزار شد تا از بهترین فیلم‌های سال ۲۰۰۸ در تاریخ ۲۰ فوریه ۲۰۰۹ تقدیر کند. نیپون تلویژن این رویداد را که در هتل Grand Prince New New Takanawa در توکیو ژاپن برگزار شد، پخش کرد. نامزدهای جوایز در ۱۸ دسامبر ۲۰۰۸ اعلام شد.

## نامزدها

### جوایز
| بهترین فیلم سال | پویانمایی سال |
| --- | --- |
| - عزیمت‌ها - مادرمان: کابه - شوق صعود - The Magic Hour - Suspect X | - پونیو روی صخره کنار دریا - Doraemon: Nobita and the Green Giant Legend 2008 - The Sky Crawlers - Detective Conan: Full Score of Fear - One Piece The Movie: Episode of Chopper Plus: Bloom in the Winter, Miracle Sakura                                            |
| کارگردان سال | فیلم نامه سال |
| - یوجیرو تاکیتا – عزیمت‌ها - تتسویا ناکاشیما – Paco and the Magical Book - ماساتو هارادا – شوق صعود - کوکی میتانی – The Magic Hour - یامادا یوجی – مادرمان: کابه                                | - Kundō Koyama – عزیمت‌ها - کنجی اوچیدا – After School - Masato Katō, ایزورو ناروشیما، Masato Harada – شوق صعود - کوکی میتانی – The Magic Hour - یامادا یوجی و Emiko Hiramatsu – مادرمان: کابه                                                                         |
| بازی برجسته بازیگر نقش اول مرد | بازی برجسته بازیگر نقش اول زن |
| - ماساهیرو موتوکی – عزیمت‌ها - کویچی ساتو – The Magic Hour - شین‌ایچی تسوتسومی – شوق صعود - کنیچی ماتسویاما – Detroit Metal City - کوجی یاکوشو – Paco and the Magical Book                       | - تائه کیمورا – همه اطراف ما - یوکی ناکاما – Watashi wa Kai ni Naritai - ریوکو هیروسوئه – عزیمت‌ها - سایوری یوشیناگا – مادرمان: کابه, Maboroshi no Yamataikoku |
| بازی برجسته بازیگر نقش مکمل مرد | بازی برجسته بازیگر نقش مکمل زن |
| - Tsutomu Yamazaki – عزیمت‌ها - تادانابو آسانو – مادرمان: کابه - ماساتو ساکای – شوق صعود - Shinichi Tsutsumi – Suspect X - Yasufumi Terawaki – Aibō the Movie                                   | - کیمیکو یو – عزیمت‌ها - کیرین کیکی – همچنان قدم‌زنان - مایومی یامازاکی – مادرمان: کابه - یاسوکو ماتسویوکی – Detroit Metal City, Suspect X |
| جایزه محبوبیت | تازه‌وارد سال |
| - Suspect X (Production Category) - کنیچی ماتسویاما – Detroit Metal City (بازیگر) | - تپی کویکی – The Homeless Student - شوتا ماتسودا – Ikigami - Ayaka Wilson – Paco and the Magical Book - Ayane Nagabuchi – Sanbongi Nōgyō Koukou, Bajutsubu: Mōmoku no Uma to Shōjo no Jitsuwa - Saki Fukuda – Sakura no Sono - یوریکو یوشی‌تاکه – Snakes and Earrings |
| دستاورد برجسته موسیقی | دستاورد برجسته در فیلمبرداری |
| - Joe Hisaishi – Ponyo on the Cliff by the Sea - Kiyoko Ogino – The Magic Hour - Gabriele Roberto – Paco and the Magical Book - Isao Tomita – مادرمان: کابه - Joe Hisaishi – عزیمت‌ها           | - Takeshi Hamada – عزیمت‌ها - Shōichi Atō and Atsushi Ozawa – Paco and the Magical Book - Gen Kobayashi – شوق صعود - Mutsuo Naganuma – Kabei: Our Mother - Kōsuke Matsushima – Watashi wa Kai ni Naritai                                                               |
| دستاورد برجسته نورپردازی | دستاورد برجسته هنری |
| - Hitoshi Takaya – عزیمت‌ها - Susumu Takakura – Paco and the Magical Book - Naoyuki Hori – شوق صعود - Takeshi Nakasu – Kabei: Our Mother - Tarō Kimura – Watashi wa Kai ni Naritai              | - Towako Kuwajima – Paco and the Magical Book - Fumio Ogawa – عزیمت‌ها - Yōhei Taneda – The Magic Hour - Mitsuo Degawa – Kabei: Our Mother - Katsuhiro Fukuzawa – شوق صعود                                                                                             |
| دستاورد برجسته در ضبط صدا | دستاورد برجسته در تدوین فیلم |
| - Satoshi Ono and Osamu Onodera – عزیمت‌ها - Kazumi Kishida – مادرمان: کابه - Tetsuo Segawa – The Magic Hour - Shin Fukuda and Tadao Tasai – Paco and the Magical Book - Masato Yano – شوق صعود | - Masaaki Kawashima – عزیمت‌ها - Iwao Ishii – مادرمان: کابه - Sōichi Ueno – The Magic Hour - Yoshiyuki Koike – Paco and the Magical Book - Hiroshi Sunaga and Yūjin Harada – شوق صعود                                                                                  |
| فیلم برجسته خارجی زبان | جایزه ویژه ریاست |
| - شوالیه تاریکی - فهرست آرزوها - جایی برای پیرمردها نیست - شهوت، احتیاط - صخره سرخ | - کن ایچیکاوا (کارگردان) - کن اوگاتا (بازیگر) |
| جایزه Shigeru Okada | جایزه ویژه انجمن |
| - استودیو جیبوری | - Satoshi Narumi (Physical Effect) - Hiroyuki Hatori (Physical Effect) - Tadaomi Miya (Dog Trainer) |